# Valdeavero
Valdeavero è un comune spagnolo di 1 670 abitanti (2021) situato nella comunità autonoma di Madrid.